# ویلیام همیلتون (دونده)
ویلیام همیلتون (انگلیسی: William Hamilton؛ ۱۱ اوت ۱۸۸۳ – ۱ اوت ۱۹۵۵) دونده اهل ایالات متحده آمریکا بود.
وی در مسابقات کشوری و بین‌المللی در مجموع برندهٔ ۱ مدال طلا شده‌است.